# بخش سیانگ سفلی
بخش سیانگ سفلی (به انگلیسی: Lower Siang district) یک منطقهٔ مسکونی در هند است که در آروناچال پرادش واقع شده‌است.